# Zandstraat (Rotterdam)
De Zandstraat was een bekende en beruchte straat in Rotterdam waar onder anderen zeelieden vertier kwamen zoeken. De sloppenwijk rond de Zandstraat werd omstreeks 1915 afgebroken om plaats te maken voor het nieuwe stadhuis van Rotterdam en het hoofdpostkantoor. 
De vroegere Zandstraat liep tussen de Raamstraat en de Leeuwenstraat. In 1936 werd het gebruik van de naam Zandstraat opgeheven, maar na een ruimtelijke herordening in 1979 werd de naam geherintroduceerd. De oudste naam is de Roodezandstraat, naar de oorspronkelijke invulling van het gebied, het oude ambacht Roodezand. De Zandstraat kwam uit op een straat die het Roodezand heette.
In de Max Havelaar verwijst Multatuli (Eduard Douwes Dekker) naar de Zandstraat als voorbeeld van een straat in een volksbuurt (hoofdstuk 7).
De schrijver M.J. Brusse schreef over deze rosse buurt Het rosse leven en sterven van de Zandstraat.
De Zandstraat komt ook voor in een van de liedjes van Speenhof.